# Карагунис, Йоргос
Йо́ргос Карагу́нис (греч. Γιώργος Καραγκούνης; род. 6 марта 1977[…], Пиргос) — греческий футболист, полузащитник. Рекордсмен по играм за национальную сборную (139).

## Карьера в сборной
Карагунис был капитаном молодёжной сборной Греции на молодёжном Чемпионате Европы-1998, на котором Греция заняла второе место.
С 1999 года регулярно играет за первую сборную страны. Один из героев национальной сборной на победном Чемпионате Европы 2004 года. Автор первого гола турнира.
На чемпионате Европы по футболу 2012 в последнем матче группового этапа, забил единственный в матче мяч в ворота сборной России и вывел команду в
плей-офф чемпионата.
Матч 1/8 финала чемпионата мира 2014 против Коста-Рики стал последним для Георгиоса Карагуниса за сборную Греции.

## Достижения
- Обладатель Кубка Италии: 2004/05
- Чемпион Европы: 2004
- Чемпион Греции: 2010
- Обладатель Кубка Греции: 2009/10